# Cão-lobo
O cão-lobo ou lobecão é um animal resultado do cruzamento entre cão doméstico e um lobo (variante selvagem da espécie). Os cães podem acasalar com os lobos e terem filhotes férteis, por isso reclassificaram os cães de canis familiaris a canis lupus familiaris, o que tornou os cães uma subespécie de lobo, em vez de uma espécie à parte. Os cães-lobos precisam ser tratados de um jeito especial em relação aos cães normais, oferecendo-lhes grandes espaços para correr e se sentirem livres. Eles podem se tornar agressivos em relação à comida.
Costumam manifestar temperamento variado, podendo ser mais agressivos do que seus parentes domesticados[carece de fontes?], não sendo adequados para donos inexperientes. As raças de cães mais escolhidas para cruzamento, são as que exibem os tratos físicos mais semelhantes aos lobos, como o husky siberiano, o malamute-do-alasca e o pastor-alemão. Existem cerca de 300 mil cães-lobos nos EUA[carece de fontes?]. Existem três tipos de cão lobo consideradas como raças, sendo elas o cão-lobo-checoslovaco, o cão-lobo de Kunming e o cão-lobo-de-saarloos, oriunda dos Países Baixos.
Na natureza, os cães lobos são um grande problema para a Europa, na Austrália e na Índia.

## História
Cada tipo de cão lobo origina-se de um acasalamento específico. Tal como o cão-lobo-de-saarloos, fruto do acasalamento entre uma loba de um zoológico e um pastor-alemão, registrado pela primeira vez por Leendert Saarloos. Porém há controvérsias na qual é dito que o cão-lobo-de-saarloos é uma subespécie de um lobo russo, o canis lupus albus ou de outro canadense, o canis lupus occidentalis.[carece de fontes?] Já o cão-lobo-checoslovaco, origina-se do acasalamento entre um pastor-alemão e uma loba da cordilheira dos Cárpatos tendo se originado na Checoslováquia. Não há nenhum indício do cruzamento que originou o cão-lobo de Kunming, porém sabemos, que foram originados na China.[carece de fontes?]

## Outras raças
- Cão-lobo-checoslovaco (Raça de cão híbrida da variante domesticada com a selvagem)
- Cão-lobo-de-saarloos (Raça de cão híbrida da variante domesticada com a selvagem)
- Cão-lobo de Kunming (Raça de cão híbrida da variante domesticada com a selvagem)
- Calupoh (Raça de cão híbrida da variante domesticada com a selvagem)
- Husky siberiano (raça de cão-domesticado, antepassados domesticados a séculos/milênios atrás)
- Pastor-alemão (raça de cão-híbrida, cruzamento da subespécie domesticada e a selvagem)
- Malamute-do-alasca (raça de cão-domesticado, antepassados domesticados a séculos/milênios atrás)